# Art Cluster

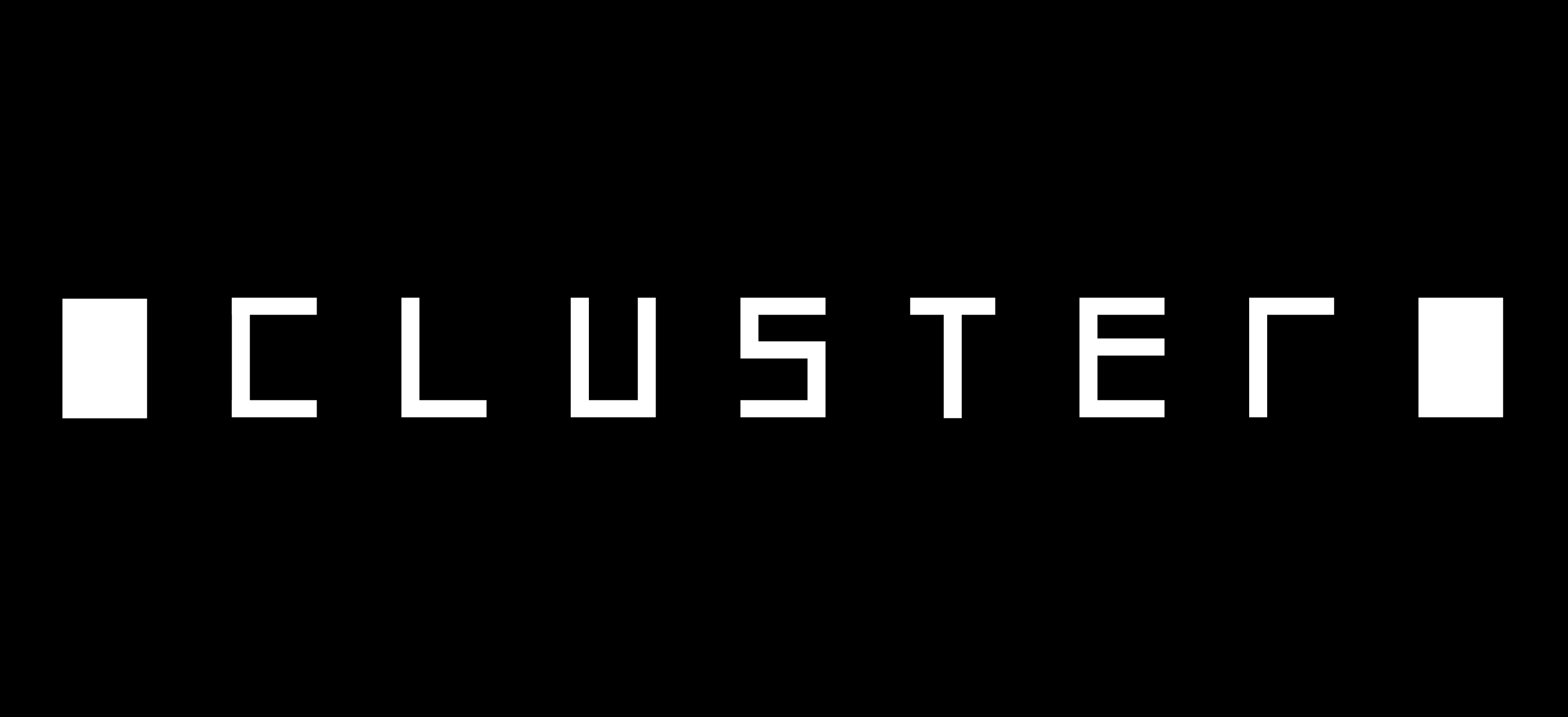
Art Cluster

Art Cluster (Clúster artístico), en la escena global del arte contemporáneo, se refiere a un grupo de artistas que trabajan a través de Internet para promover la cultura libre y muchos de los valores artísticos. Las telecomunicaciones emergentes han desarrollado una nueva forma de comunicación, mucho más rápida y  directa. Esto permite a las personas trabajar eficazmente desde cualquier lugar del mundo. Las personas pueden agruparse o realizar cualquier tipo de organización muy fácilmente. 
Art Cluster también se refiere a la producción artística de la inteligencia colectiva. La integración de los movimientos sociales en el ciberespacio es una de las estrategias potenciales de este movimiento social.

## Precedentes y precursores
En Manhattan en 2003, Bill Wasik, editor sénior de la revista de Harper, creó el primer flash mob, un grupo de personas que se reúne de repente en un lugar público, realiza un acto inusual y aparentemente sin sentido por un breve tiempo, y luego se dispersa rápidamente, a menudo con fines de entretenimiento, sátira, y expresión artística. Los flash mobs comenzaron como una forma de arte performático. Si bien comenzó como un acto apolítico, los flash mobs pueden compartir similitudes superficiales con las manifestaciones políticas. Pueden ser vistos como una forma especializada de multitud inteligente, un término y un concepto propuesto por el autor Howard Rheingold en su libro Multitudes inteligentes 2002: La Revolución social siguiente.

## Uso del término
El primer uso documentado del término Art Cluster tal como se entiende hoy en día fue en 2011, en una entrada de blog publicada a raíz de los sucesos de una plataforma cultural. El término se inspiró en el clúster de computación que consta de un conjunto de ordenadores conectados que trabajan juntos de manera que en muchos aspectos, pueden ser vistos como un sistema único.